# Остафій Халецький
Євстахій Халецький — руський боярин XV століття. Син Павла Мишковича, від котрого отримав у спадок двір Хальче під Гомелем (звідси й прізвище).    
За твердженнями литовського ранньомодерного історика Альберта Віюк-Кояловича, саме йому було припоручено виховання дітей київського князя Олелька Володимировича (1454). Дослідниця Наталія Яковенко зазначає, що після поновного вокняжіння Олельковичів у Києві Халецькі вступили із ними в тісний васальний контакт, який не переривавсь аж до кінця XVI століття.   
З Остафієм ототожнюють незнаного ближче п. Халецького, посла до молдовського господаря Штефана III й свідка торгового привілею останнього від 3 липня 1460 р. руським та подільським купцям (його супроводжував якийсь п. Баговський).    
Лишив по собі синів Григорія (зг. наприкінці ХV століття), Михайла і Єсифа (річицький городничий в 1501–06 роках). 